# قائمة الأفلام المصرية سنة 1983
هذه قائمة بالأفلام المصرية لعام 1983 مرتبة أبجديا

## 1983
- الإحتياط واجب
- الحريف
- السادة المرتشون
- العذراء والشعر الأبيض
- الغول
- المدمن
- حب في الزنزانة
- خمسة باب
- درب الهوا
- سواق الأتوبيس
- عنتر شايل سيفه
- يا ما أنت كريم يارب